# Michio Hashimoto
Michio Hashimoto (jap. 橋本 三千雄, Hashimoto Michio; * 4. April 1977 in Hachinohe, Präfektur Aomori) ist ein japanischer Eishockeytorwart, der seit 2009 bei den Tohoku Free Blades in der Asia League Ice Hockey unter Vertrag steht.

## Karriere
Michio Hashimoto begann seine Karriere als Eishockeyspieler bei den Snow Brand Sapporo, für die er von 1996 bis 1999 in der Japan Ice Hockey League aktiv war. Anschließend stand der Torwart in der Saison 2001/02 für den Stadtnachbarn Sapporo Polaris zwischen den Pfosten. Von 2003 bis 2009 spielte er für die Nikkō Ice Bucks in der multinationalen Asia League Ice Hockey, ehe er zur Saison 2009/10 einen Vertrag beim Liga-Neuling Tohoku Free Blades erhielt. Bei diesen stand der Japaner als Stammtorwart in 36 Spielen auf dem Eis und wies eine Fangquote von 89,6 % bei einem Gegentorschnitt von 3.71 auf. In der Saison 2010/11, welche aufgrund des Tōhoku-Erdbebens vorzeitig beendet wurde, gewann er mit seiner Mannschaft erstmals den Meistertitel der Asia League Ice Hockey.

## Erfolge und Auszeichnungen
- 2011 Asia-League-Ice-Hockey-Meister mit den Tohoku Free Blades